# 老约瑟夫·P·肯尼迪
老约瑟夫·帕特里克·“乔”·肯尼迪（Joseph Patrick "Joe" Kennedy, Sr.，1888年9月6日—1969年11月18日），美国商人、政治家，美国民主党成员，曾任美国驻英国大使（1938年-1940年）、美国证券交易委员会主席（1934年-1935年）。
约瑟夫是肯尼迪家族的第二代成员，派屈克·J·甘迺迪的長子。

## 婚姻与家庭
1914年，约瑟夫与波士顿市长约翰·F·菲茨杰拉德之女罗丝·菲茨杰拉德结婚，婚后共育有四儿五女。
- 小约瑟夫·P·肯尼迪（1915年7月25日－1944年8月12日）：第二次世界大战中牺牲
- 约翰·F·肯尼迪（1917年5月29日－1963年11月22日）：美国第35任总统
- 罗斯玛丽·肯尼迪（1918年9月13日－2005年1月7日）
- 哈廷頓侯爵夫人凱薩琳·卡文迪許（1920年2月20日－1948年5月13日）
- 尤妮斯·瑪麗·甘迺迪（1921年7月10日－2009年8月11日）
- 帕特里夏（1923年5月6日－2006年9月17日）
- 罗伯特·F·肯尼迪（1925年11月20日－1968年6月6日）：美国司法部部长、参议员
- 珍妮·肯尼迪·史密斯（1928年2月20日－2020年6月17日）：美国驻爱尔兰大使
- 泰德·甘迺迪（1932年2月22日－2009年8月25日）：美國聯邦參議員